# Jezero Arenal
Jezero Arenal (špansko Lago Arenal) je jezero v severnem višavju Kostarike. Trenutno je največje jezero v Kostariki s površino 85 kvadratnih kilometrov. Njegova globina se sezonsko spreminja med 30 in 60 metri.
Mesto Arenal je bilo ob razširitvi jezera leta 1979 prestavljeno na višje ležeče mesto. Stari mesti Arenal in Tronadora zdaj ležita zapuščena na dnu jezera, novo mesto Arenal pa obstaja na severovzhodu. Poleg starih mest Arenal in Tronadora je nastanek jezera izpodrinil tudi veliko živinorejsko Hacienda La Rosita. Ta govedorejska dejavnost je bila v lasti in upravljanju P. Eckrich & Sons, hčerinske družbe ameriške korporacije Beatrice Foods. Hacienda La Rosita je zasedala večino ozemlja, ki je zdaj jezero Arenal, pa tudi dodatna ozemlja, ki obkrožajo jezero. Vsa zemljišča pod 550 metri je kostariška vlada razlastila.

## Hidroelektrika
Jezero Arenal se je potrojilo z izgradnjo jezu Arenal leta 1979, ki obstaja na vzhodnem koncu jezera. Ta projekt hidroelektrarne obstaja na zahodnem koncu jezera in je strateško pomemben za Kostariko, saj je na začetku proizvedel 70 % električne energije v državi, zdaj pa bližje 17 %, in je bil tudi gonilna sila politike zelene energije Kostarike.

## Živalstvo in rastlinstvo
Vrste rib v jezeru Arenal sta mačako (Brycon) in Parachromis dovii. Obstaja tudi veliko vrst rastlin, 120 sesalcev (vključno jaguar in tapir) in 300 ptic (vključno s kvecal).

## Rekreacija
Od novembra do aprila močni, zanesljivi vetrovi privabijo jadralce na deski in kajtarje na njegov zahodni konec. Mnogi menijo, da je jezero Arenal eno najpomembnejših območij za jadranje na deski in kajtanje na svetu. Wakeboarding postaja vse bolj priljubljen v Kostariki, kjer je jezero Arenal središče te dejavnosti. Veslanje stoje in vožnja s kajakom sta prav tako priljubljeni dejavnosti za turiste, ki obiščejo vzhodni del jezera v bližini zemeljskega jezu. V plitvih in osamljenih zalivih je veliko dobrega ribolova (predvsem na mavričnega brancina), zdaj pa tudi možnosti ribolova s kajakom. Območje okoli jezera ima dobre možnosti za pohodništvo, kolesarjenje, opazovanje ptic in jahanje.

## Galerija
- hidroelektrarne na jezeru Arenal
- Vetrna elektrarna Tierras Morenas okoli jezera Arenal
- Konji se pasejo na obali jezera z vulkanom Arenal v ozadju
- Pogled na jezero iz vasi El Fosforo, na jugovzhodni obali
- Panorama okolice jezera Arenal
- Plaža za deskanje in kajtanje na jezeru Arenal na polotoku Tico Wind